# PFR Portal PPK
PFR Portal PPK – spółka zależna Polskiego Funduszu Rozwoju, założona 31 października 2018, a zarejestrowana w KRS 31 grudnia 2018.
Cele i zadania spółki zostały zapisane w art 77 Ustawy o pracowniczych planach kapitałowych, a należą do nich przede wszystkim propagowanie programu prywatnych oszczędności emerytalnych pracowników zatrudnionych w Polsce w ramach Pracowniczych Planów Kapitałowych oraz prowadzenie portalu informacyjnego PPK. Wchodzi w skład Grupy Polskiego Funduszu Rozwoju wraz z takimi spółkami jak m.in. Bank Gospodarstwa Krajowego, Polska Agencja Inwestycji i Handlu czy KUKE S.A.
Prezesem spółki od momentu jej założenia w 2018 do października 2024 był Robert Zapotoczny. Obecnie spółka posiada zarząd jednoosobowy reprezentowany przez członkinę zarządu, Martę Damm-Świerkocką. Kapitał zakładowy wynosi 37 400 000,00 zł.

## Opis
PFR Portal PPK jest firmą odpowiedzialną za wdrażanie Pracowniczych Planów Kapitałowych (PPK) w Polsce. Jej główne kierunki działania to:
- prowadzenie dedykowanego portalu informacyjnego MojePPK.pl, który zgodnie z ustawą ma wyjaśniać pracownikom i pracodawcom zasady programu PPK, przedstawiać oferty instytucji finansowych[6], a od roku 2021 także prezentować stan rachunków PPK i wyniki funduszy zdefiniowanej daty oferujących PPK;
- prowadzenie w całym kraju szkoleń, konferencji, konsultacji dla firm i pracowników wchodzących do programu PPK;
- uzgodnienia międzyresortowe, interpretacja i harmonizowanie przepisów z zakresu prawa pracy, systemu ubezpieczeń społecznych, kodeksu cywilnego, a także publikacja poradników niezbędnych w procesie wdrażania PPK.

20 marca 2020 r. spółka postanowiła o przekazaniu zasobów swojej infolinii na potrzeby infolinii Narodowego Funduszu Zdrowia, zaangażowanej w proces informowania o pandemii koronawirusa. Od 16 kwietnia 2020 r. spółka rozpoczęła prowadzenie masowych bezpłatnych szkoleń online w ramach tzw. rządowej Tarczy Antykryzysowej, a od 27 kwietnia 2020 r. - bezpłatne szkolenia z zakresu Tarczy Finansowej PFR, wspierając przedsiębiorców zainteresowanych uzyskaniem pomocy w okresie przestoju gospodarczego.

## Działalność

### Szkolenia PPK
Spółka prowadzi programy szkoleniowe pomagające we wdrożeniu PPK dla pracodawców i pracowników. W 2019 roku przeprowadziła ponad 1300 szkoleń i konsultacji oraz konferencji wojewódzkich dla 44 tysięcy uczestników, reprezentujących ponad 4300 firm, zatrudniających ponad 1,6 mln pracowników. Spółka nawiązała także współpracę ze stronami dialogu społecznego, czego efektem było przeprowadzenie 24 szkoleń dla organizacji związkowych i 12 dla związków pracodawców w roku 2019.
Wobec wybuchu pandemii koronawirusa w Polsce 12 marca 2020 r. spółka ogłosiła zawieszenie prowadzonych w terenie działań szkoleniowych do odwołania, równocześnie wdrażając cykl szkoleń online i webinariów.

### Portal internetowy MojePPK.pl
Uruchomiony 8 stycznia 2019 r. portal MojePPK.pl jest jedynym oficjalnym źródłem informacji o Pracowniczych Planach Kapitałowych, prawach i obowiązkach pracowników i pracodawców, a także o ofertach instytucji finansowych, oferujących polskim przedsiębiorstwom prowadzenie i zarządzanie PPK w ich firmach. Poza artykułami o programie PPK portal MojePPK publikuje także poradniki, odpowiedzi na najczęściej zadawane pytania, podcasty, filmy, wzory dokumentów wymagane w programie, akty prawne, kalkulatory wpłat, oszczędności, podatków i kosztów zarządzania, a także e-booki poświęcone zagadnieniom prawnym, podatkom i przepisom kadrowo-płacowym.
W roku 2019 portal MojePPK miał ponad 5 milionów odsłon i ponad milion unikalnych użytkowników. Materiały dotyczące PPK publikowane są nie tylko po polsku, ale – z myślą o pracownikach zagranicznych – także po angielsku i ukraińsku, a wybrane publikacje spółka udostępniła także w języku kaszubskim i etnolekcie śląskim.

### Biuro Redakcyjne PPK
To specjalistyczna komórka spółki, zajmująca się wypracowywaniem stanowisk w zakresie stosowania przepisów ustawy o PPK w konsultacji z właściwymi instytucjami, m.in. z Komisją Nadzoru Finansowego i Ministerstwem Finansów oraz innym uczestnikami rynku. Autorki z Biura Redakcyjnego regularnie publikują porady dotyczące wdrażania PPK na łamach m.in. Dziennika – Gazety Prawnej, Inforu i innych wydawnictw.